# Американска Самоа
Американска Самоа (на английски: American Samoa), по-рано Източна Самоа (Eastern Samoa) е зависима територия на САЩ в централната част на Тихия океан. Заема източната част на архипелага Самоа и е разположена между 11°03′ – 14°33′ ю.ш. и 168°09′ – 171°05′ з.д. Включва островите Тутуила, Аунуу, групата Мануа и необитаемия остров Суейнс. Има площ от 199 km² и дължина на бреговата линия 110 km.

## География

### Релеф, брегове, острови
Най-големият остров на Американска Самоа е Тутуила (141,8 km²). Ниски планини заемат почти цялата му територия. Най-високата точка е връх Матафао (652 m). Планинските склонове, стръмно спускащи се към океана, са разчленени от дълбоки долини. По тях се спускат къси реки, много от които не достигат до океана, губейки се във варовиковите скали. По брега на острова има няколко удобни за корабоплаването заливи, но най-известният е Паго Паго – едно от най-добрите пристанища в Тихия океан. Той е широк почти 2 km, дълбок до 10 m, дълбоко се вдава в сушата и е добре защитен от щормовите ветрове от планински хребети и високи брегове с височина до 300 m. Край източния бряг на Тутуила се намира малкият остров Аунуу (1,52 km²), представляващ вулканичен конус с височина до 60 m.
Отделна компактна група образуват островите Мануа (59 km²), разположени на 96 km източно от Тутуила. Островите са планински, с малки крайбрежни равнини. В централната част на най-големия (46 km²) остров Тау се издигат два високи върха – Лата и Оломатиму. Остров Офу-Олосенга (13,1 km²) представлява планина с пирамидална форма. Далеч на изток е атолът Роз (0,21 km²), който се издига само на 3 m над нивото на океана и е покрит с пясъчни дюни, обрасли с храсталаци. Най-на север е разположен остров Суейнс (1,87 km²), който представлява кръгъл атол с малки островчета с височина от 4,5 до 7,5 m. Всичките острови на Американска Самоа са обградени от мощни коралови рифове.
| Название на остров               | Площ, km² | Население (2006 г.) | Координати                                                      | Откривател (дата на откриване)                                            |
| -------------------------------- | --------- | ------------------- | --------------------------------------------------------------- | ------------------------------------------------------------------------- |
| остров Аинуу (Ainu'u)            | 1,52      | 476                 | 14°17′ ю. ш. 170°33′ з. д. / 14.283333° ю. ш. 170.55° з. д.     | Якоб Рогевен (15 юни 1722)                                                |
| остров Офу-Олосега (Ofu-Olosega) | 13,10     | 505                 | 14°10′ ю. ш. 169°38′ з. д. / 14.166667° ю. ш. 169.633333° з. д. | Якоб Рогевен (13 юни 1722)                                                |
| атол Роз (Rose)                  | 0,21      | необитаем           | 14°33′ ю. ш. 168°09′ з. д. / 14.55° ю. ш. 168.15° з. д.         | Якоб Рогевен (12 юни 1722), Луи дьо Фрейсине (21 октомври 1819, вторично) |
| остров Суейнс (Swains)           | 1,87      | 37                  | 11°03′ ю. ш. 171°05′ з. д. / 11.05° ю. ш. 171.083333° з. д.     | Педро Фернандес де Кирос (2 март 1606)                                    |
| остров Тау (Ta'u)                | 45,70     | 873                 | 14°14′ ю. ш. 169°28′ з. д. / 14.233333° ю. ш. 169.466667° з. д. | Якоб Рогевен (13 юни 1722)                                                |
| остров Тутуила (Tutuila)         | 141,81    | 55 876              | 14°17′ ю. ш. 170°43′ з. д. / 14.283333° ю. ш. 170.716667° з. д. | Якоб Рогевен (15 юни 1722)                                                |

### Климат
Климатът на Американска Самоа е тропичен: горещ и влажен, смекчен от океанския бриз и постоянните югоизточни пасати. Температурните колебания през годината не превишават 2 °С. Наблюдават се два сезона: сух зимен (от юни до август), когато средната юлска температура е 25 °С, а количеството на валежите – 80 mm и влажен летен (от декември до март) със средна януарско-февруарска температура 27 °С и с максимална сума на валежите през януари – до 430 mm. Годишната сума на валежите достига 2000 – 4000 mm. През зимния период относителната влажност е 40 – 60%, а през летния – 70 – 90%. Най-доброто време за засаждане на земеделските култури се счита началото на влажния сезон.

### Растителност, животински свят
Крайбрежните равнини, долините на малките реки и склоновете на планините са покрити с пищна растителност. Около 70% от площта на островите е заета от гори. По склоновете на планините растат дървовидни папрати и лиани. Горният етаж на горите се образува от дървета с височина 60 – 80 m (банян и др.). Срещат се и ценни дървесни видове с плътна и твърда дървесина (панданус, чадъровидно дърво талие и др.). В по-ниските места тропическите гори се сменят с плантации от кокосови палми, а по крайбрежието самоанците отглеждат традиционни култури: таро, ямс, захарна тръстика, банани, хлебно дърво, а също и привнесените от европейците батати, царевица, ананаси, цитрусови, кафе, тютюн. Морското крайбрежие в приливно-отливната зона е заето от мангрови гори.
Животинският свят на Американска Самое е представен от няколко вида бозайници – плъхове и прилепи. Местното население отглежда свине, кучета, домашни птици, едър рогат добитък, кози, коне. В горите обитават гълъби, папагали и множество други птици. Има и змии. Крайбрежните води изобилстват от морски костенурки и раци, акули, риба тон, бонито, макрел, риба меч, делфини.

## Население
- Население – 71 хил. жители (2007).
- Гъстота – 355,3 жители на km².
- Естествен прираст – 21.
- Средна продължителност на живота: мъже – 69 години, жени – 73 години.
- Етнически състав – самоанци 97,1%, американци 1,1% (персонал, със семейства, обслужващ военноморската база на САЩ), токелауанци 0,6%, други 1,2%.
- Официален език – самоански и английски.
- Азбука – латиница.
- Неграмотни – 8%.
- Религиозен състав – християни 97,6% (от тях протестанти 80,8%, католици 19,2%), други 2,4%.
- Градско население – 52%.
- Административен център – Паго Паго (4,5 хил. жители). Официален административен център – Фагатого (1,9 хил. ж.)
- По-големи градове (хил. жители) – Тафуна (14,2), Нууули (5,9), Леоне (4,6).

## История
Около 2000 г. пр.н.е. архипелагът е заселен от полинезийци. Основните острови са открити от холандския мореплавател Якоб Рогевен на 12 юни 1722 г., а о-в Суейнс на север от тях – от Педро Фернандес де Кирос на 2 март 1606 г.
През 1830 г. на островите се установява първата английска християнска мисия. През 1889 г. Германия, САЩ и Великобритания установяват съвместен протекторат над тях, но в края на века трите световни сили влизат в конфликт кой да управлява островите. Когато през 1898 г. крал Малиетоа Лаупепа умира, той е наследен от наследник, който „не е по вкуса“ на САЩ и Великобритания. Под този предлог изпращат военни кораби в акваторията на островите. В крайна сметка комисия от представители на Великобритания, Германия и САЩ определя Кралство Самоа да бъде разделено и то престава да бъде независима държава. Германия получава западната част, включвайки Саваии и Уполу, наречена Германска Самоа. За САЩ остават източните части на архипелага, наречени Американска Самоа. Великобритания нищо не получава, но за сметка на това е компенсирана от германския кайзер със Соломоновите острови.
През 1922 г. островите стават зависима територия на САЩ. През 1948 г. е създаден законодателен орган за местно самоуправление.

## Политика
Законодателният орган на страната, наречен Фоно, се състои от 2 палати – Сенат (18 сенатори, избирани от вождовете-матаи) и Палата на представителите (20 депутати). Въоръжени сили няма.

## Деление
Административно територията включва 3 окръга – Тутуилау, Офу-Олосега и Тау, и 2 зависими територии – о-в Суейнс и атола Роз.

## Стопанство
Брутен вътрешен продукт на глава от населението – 8000 щ.д. Основни отрасли (с дял): услуги (59%), промишленост (24%) селско стопанство (17%). Сред тях се открояват туризмът (годишно се посещава от 44 хил. туристи), производството на копра и преработката на риба. Главни селскостопански култури са кокосови орехи, банани, ананаси, ямс, хлебно дърво. Има 350 km шосейна мрежа. Парична единица – долар на САЩ (US $).